# Marmorera
Marmorera ⓘ (deutsch/italienisch; deutsch veraltet und bis 1902 offiziell Marmels ⓘ, rätoromanisch Murmareraⓘ) ist eine Ortschaft in der Gemeinde Surses, Kanton Graubünden.
Bis zum 31. Dezember 2015 war sie eine eigenständige politische Gemeinde. Am 1. Januar 2016 fusionierte Marmorera mit den Gemeinden Bivio, Cunter, Mulegns, Riom-Parsonz, Salouf, Savognin, Sur und Tinizong-Rona zur neuen Gemeinde Surses.

## Geschichte

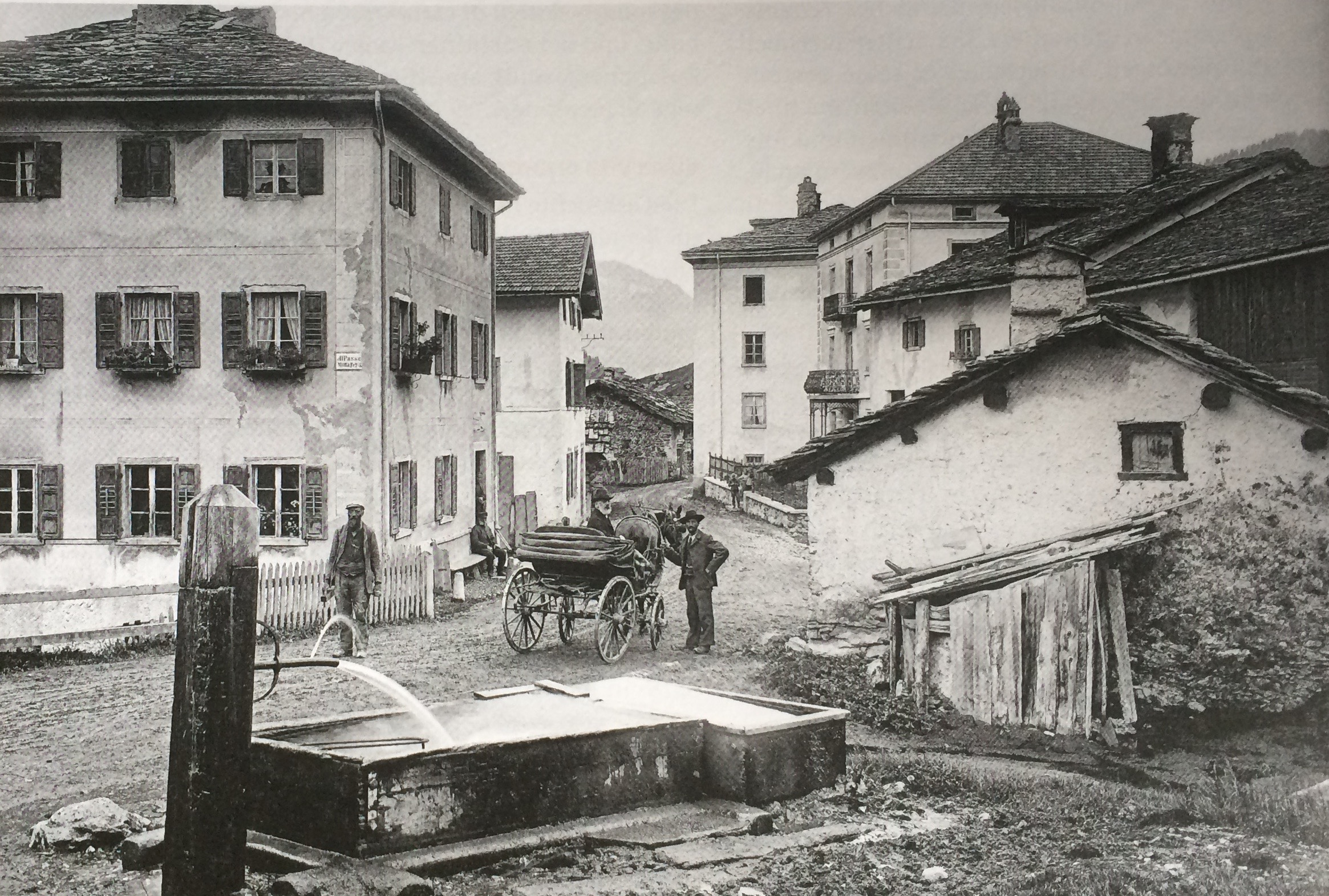
Marmorera um 1900

Um 840 wurde der Ort als ad Marmoraria erwähnt. Im Mittelalter war Marmorera Herrschaft der Herren von Marmels, deren unterhalb eines Felsvorsprungs gelegene Burg 1193 erstmals erwähnt wird. Kirchlich gehört Marmorera bis heute zu Bivio; 1631 bis 1925 wurde es von Kapuzinern betreut. Sowohl die alte wie auch die neue Kirche wurden dem Bündner Heiligen Florin geweiht. Vom Mittelalter bis ins 17. Jahrhundert wurden in der Umgebung Marmoreras Serpentiniten abgebaut. Bis 1950 lebten in Marmorera vor allem Bergbauern, die vom Mittelalter an im Fuhrwesen und im Passverkehr einen Nebenerwerb gefunden hatten. Eine Abwanderungsbewegung setzte nach der Eröffnung der Albulabahn 1903 ein, und die Gemeinde verarmte. Zwischen 1922 (Sommer-) und 1933 (Ganzjahresbetrieb) wurden die Postkutschen durch das Postauto abgelöst. In Neu-Marmorera oberhalb des Stausees leben keine Bauern mehr, die Alpen sind an Auswärtige verpachtet. Der rätoromanische Dialekt ist vom Aussterben bedroht; der rätoromanische Sprachanteil betrug 2000 noch ein Drittel.

Luftbild aus 2500 m von Walter Mittelholzer, 1925

Nach dem Zweiten Weltkrieg bot Marmorera der Stadt Zürich zu günstigen Bedingungen eine Konzession für einen Stausee an. Der Unterhändler Walther Pfister von den Industriellen Betrieben Zürich handelte mit den einzelnen Haus- und Landbesitzern individuelle Verträge aus und verpflichtete sie zu Stillschweigen. Dabei nutzte er aus, dass viele Einwohner nur Italienisch oder Rätoromanisch sprachen und unterschrieben, ohne ein Wort Deutsch zu verstehen. Am 17. Oktober 1948 stimmte die Gemeindeversammlung mit 24 Ja gegen 2 Nein-Stimmen der Konzession zur Ausnützung der Wasserkräfte für die Dauer von 80 Jahren und der Errichtung eines Stausees zu. Ein Rekurs der Gegner gegen den Entscheid der Gemeindeversammlung wurde vom Kanton Graubünden abgelehnt.

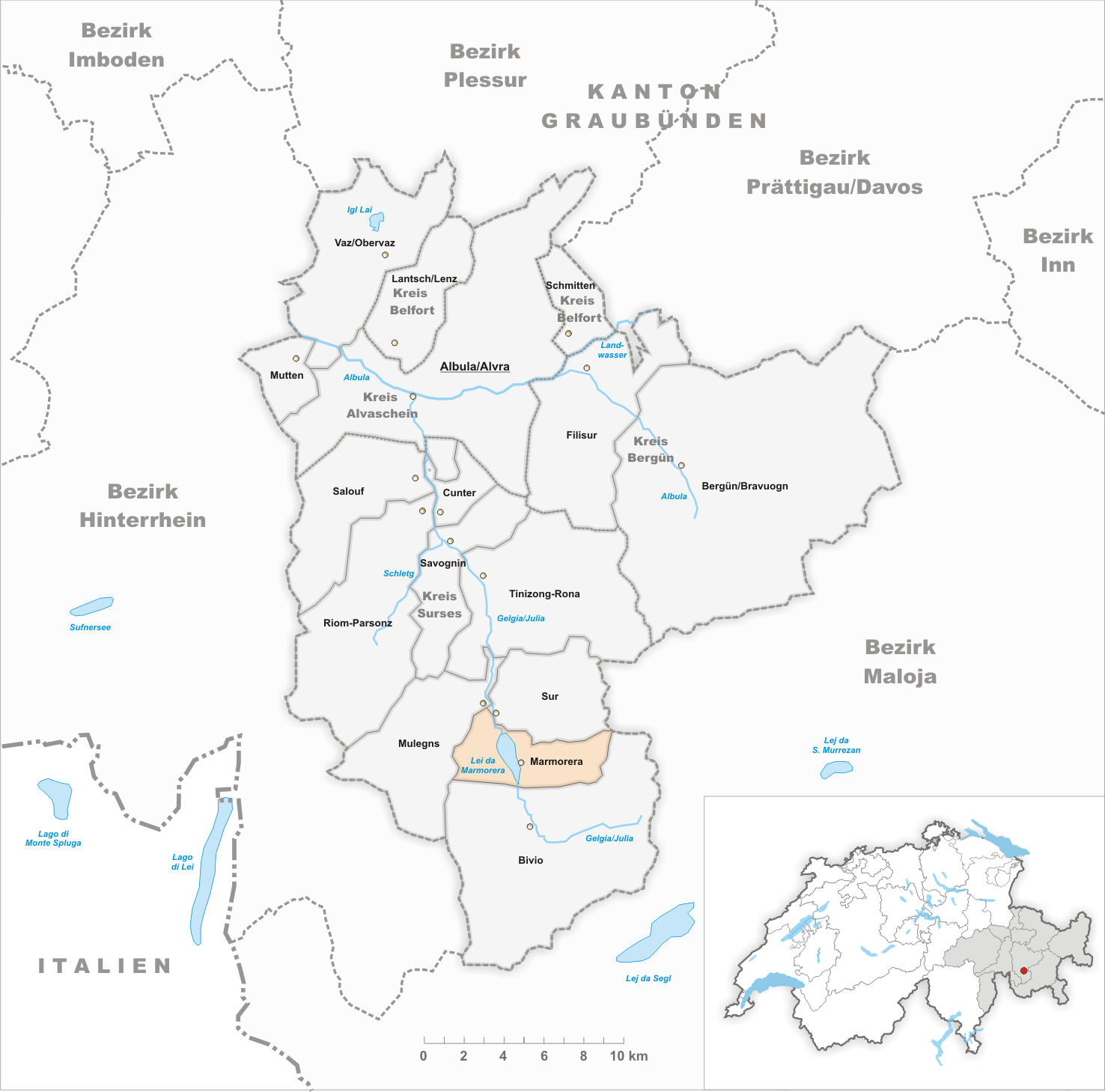
Gemeindestand vor der Fusion am 1. Januar 2016

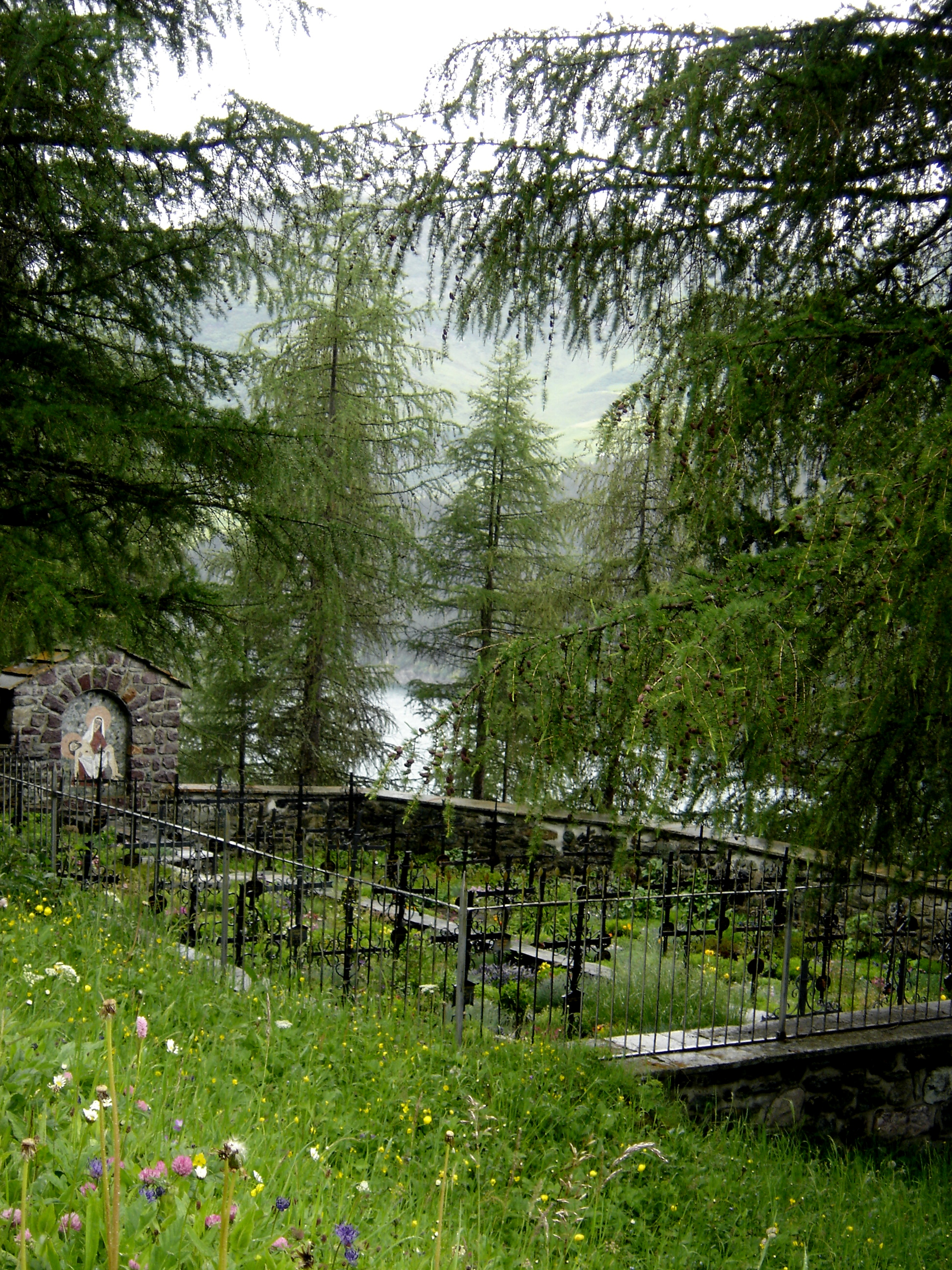
Neuer Friedhof

1954 begann die Überflutung. Vorher wurden sämtliche Gebäude des alten Dorfes zerstört. Der Friedhof sollte zubetoniert werden, aber die Bewohner erreichten, dass die Toten exhumiert wurden und in einem neuen Friedhof oberhalb des alten Dorfes bei den alten Grabkreuzen ein zweites Mal beerdigt wurden. Kirche und Schulhaus, 29 Wohnhäuser und 52 Ställe fielen dem Bau des Marmorera-Stausees zum Opfer.
Im Gegensatz zu einem Naturereignis war das menschengemachte Ereignis eine schwer zu verarbeitende Katastrophe, von welchem sich die Dorfgemeinschaft kaum erholen konnte, wurden doch Ersatz-Höfe für die Bauern im weit entfernten Thurgau angeboten und die Gemeinschaft in grosser Uneinigkeit aufgelöst. Wer das erste Haus an der Strasse bei Neu-Marmorera (ursprünglich Bardella) betrachtet, findet den Namen La Resistenza (Widerstand). 1956 war der neue Stausee erstmals gefüllt.
Die Julierpass-Strasse, die bisher auf dem Talboden verlief, wurde an die Ostseite des Stausees verlegt. Ein neues Marmorera wurde oberhalb des Stausees und der Julierpassstrasse aufgebaut. Das Dorfleben ist ohne Laden und ohne Schule (nach 2006) wenig sichtbar.
Am 10. März 2006 lehnten die Einwohner von Marmorera und anderen Gemeinden der Talschaft Surmeir eine Fusion aller Gemeinden des Oberhalbsteins ab. Eine zweite Volksabstimmung ermöglichte den Zusammenschluss auf den 1. Januar 2016.
Auf dem Gemeindegebiet oberhalb des westlichen Endes der Staumauer steht die Ruine der Burg Marmels.
Es gibt Pläne, die Staumauer um 14 Meter zu erhöhen. Was das für das wieder aufgebaute Neu-Marmorera bedeuten würde, ist noch unklar.

## Wappen
| Wappen von Marmorera | Blasonierung: «Gespalten von Silber (Weiss) und Schwarz, in Schwarz ein silberner Kelch»                                       |
| Wappen von Marmorera | Das gespaltene Wappen der Herren von Marmels wird ergänzt durch das Attribut des heiligen Florinus als Patron der Pfarrkirche. |

## Bevölkerung
| Jahr      | 1850 | 1900 | 1920 | 1941 | 1950 | 1960 | 1980 | 1990 | 2000 | 2005 | 2014 |
| Einwohner | 156  | 143  | 100  | 94   | 140  | 28   | 27   | 38   | 49   | 47   | 31   |

### Sprachen
Die meisten Einwohner sprachen früher das rätoromanische Surmeirisch. Bis zum Zweiten Weltkrieg blieb die Gemeinde fast einsprachig rätoromanisch. Dieser Wert sank 1970 auf 78 %. Seit 1980 spricht eine knappe Mehrheit der Einwohnerschaft Deutsch. Wegen der geringen Einwohnerzahl können die Verhältnisse allerdings stark schwanken.
| Sprachen      | Volkszählung 1980 | Volkszählung 1980 | Volkszählung 1990 | Volkszählung 1990 | Volkszählung 2000 | Volkszählung 2000 |
| Sprachen      | Anzahl            | Anteil            | Anzahl            | Anteil            | Anzahl            | Anteil            |
| ------------- | ----------------- | ----------------- | ----------------- | ----------------- | ----------------- | ----------------- |
| Deutsch       | 14                | 51,85 %           | 20                | 52,63 %           | 28                | 57,14 %           |
| Rätoromanisch | 11                | 40,74 %           | 18                | 47,37 %           | 17                | 34,69 %           |
| Italienisch   | 1                 | 3,70 %            | 0                 | 0,00 %            | 3                 | 6,12 %            |
| Einwohner     | 27                | 100 %             | 38                | 100 %             | 49                | 100 %             |

Insgesamt beherrschten im Jahr 2000 noch 53 % der Bevölkerung Rätoromanisch, das zusammen mit Deutsch Behördensprache ist.

### Herkunft und Nationalität
Von den 47 Bewohnern Ende 2005 waren 46 Schweizer Staatsangehörige.

## Schule
Im Jahre 1960 baute die Gemeinde in Scalotta ein grosses Schulhaus, das jedoch nach fünfzehn Jahren als Ferienlagerhaus an die Gemeinde Seon verkauft wurde. Die Primarschule betrieb die ehemalige Gemeinde seit 1975 mit Mulegns und Sur. Ab 2006 wurden die Primarschüler in Bivio unterrichtet und seit dem Schuljahr 2014/2015 in Savognin. Sekundarschüler müssen seit 1963 nach Savognin. Unterrichtssprache ist Rätoromanisch, Deutsch und Englisch werden als erste, respektive zweite Fremdsprache unterrichtet.

## Film
2007 erschien der Mystery-Thriller Marmorera von Markus Fischer.